# Omán uralkodóinak listája
Az alábbi lista Omán uralkodóit tartalmazza.

## Imámok (1406–1749)
| Nabháni-dinasztia |                                |  |
| Mahzúm            | imám: 1406, †1435              |  |
| Abul Haszan       | imám: 1435, †1451              |  |
| I. Omár           | imám: 1451, †1490              |  |
| II. Omár          | imám: 1490, †1500              |  |
| Muhammad          | imám: 1500, †1529              |  |
| Bakarat           | imám: 1529, †1560              |  |
| Abdullah          | imám: 1560, †1624              |  |
| Jaarúbi-dinasztia |                                |  |
| Nászir            | imám: 1624, †1649. április 14. |  |
| I. Szultán        | imám: 1649, †1680              |  |
| I. Bilaarab       | imám: 1680, †1692              |  |
| I. Szajf          | imám: 1692, †1711. október 15. |  |
| II. Szultán       | imám: 1711, †1718              |  |
| II. Szajf         | imám: 1718–1724, ld. alább     |  |
| Muhammad          | imám: 1724, †1728. március 11. |  |
| II. Szajf (2x)    | imám: 1728, †1743. június 20.  |  |
| II. Bilaarab      | imám: 1743, †1749. június 10.  |  |

## Szultánok (1749–)
| Portré             | Uralkodó                                             | Uralkodott                 | Eredeti név   | Megjegyzés                                                 |
| ------------------ | ---------------------------------------------------- | -------------------------- | ------------- | ---------------------------------------------------------- |
| Ál Szaíd-dinasztia |                                                      |                            |               |                                                            |
|                    | Ahmad * 1710 † 1783. december 15.                    | 1749–1783                  | أحمد بن سعيد  |                                                            |
|                    | I. Szaíd * ? † 1811                                  | 1783–1784                  | سعيد بن أحمد  | Ahmad fia.                                                 |
|                    | Hamad * ? † 1794. március 13.                        | 1784–1792                  | حمد بن سعيد   | Szaíd fia.                                                 |
|                    | III. Szultán * 1745 † 1804. november 29.             | 1792–1804                  | سلطان بن أحمد | Ahmad fia.                                                 |
|                    | I. Szálim * ? † 1821 áprilisa                        | 1804–1806                  | سالم بن سلطان | III. Szultán fia.                                          |
|                    | II. Szaíd * 1791. június 5. † 1856. október 19.      | 1804–1856 XI. 20. X. 19.   | سعيد بن سلطان | III. Szultán fia. 1806-ig Szálimmal társuralkodó.          |
|                    | Szuvajni * 1821 † 1866. február 11.                  | 1856–1866 X. 19. II. 11.   | ثويني بن سعيد | II. Szaíd fia.                                             |
|                    | II. Szálim * 1845 körül † 1876. december 7.          | 1866–1868 II. 11. X.-e     | سالم بن ثويني | Szuvajni fia.                                              |
|                    | Azzán * ? † 1871. január 30.                         | 1868–1871 ??? I.-a         | عزان بن قيس   | Ahmad ükunokája                                            |
|                    | Turki * 1832 † 1888. június 4.                       | 1871–1888 I. 30. VI. 4.    | تركي بن سعيد  | II. Szaíd fia.                                             |
|                    | Fajszal * 1864 † 1913. október 15.                   | 1888–1913 VI. 4. X. 15.    | فيصل بن تركي  | Turki fia. Brit protektorátus 1891. március 20-tól.        |
|                    | Tajmúr * 1886 † 1965. január 28.                     | 1913–1932 X. 15. II. 10.   | تيمور بن فيصل | Fajszal fia.                                               |
|                    | III. Szaíd * 1910. augusztus 13. † 1972. október 19. | 1932–1970 II. 10. VII. 23. | سعيد بن تيمور | Tajmúr fia.                                                |
|                    | Kábúsz * 1940. november 18. † 2020. január 10.       | 1970–2020 VII. 23. I. 10.  | قابوس بن سعيد | III. Szaíd fia. Brit protektorátus vége: 1971. december 2. |
|                    | Hajszam * 1954. október 13.                          | 2020– I. 11.               | هيثم بن طارق  | Tajmúr unokája, Kábúsz unokatestvére és volt sógora.       |

## Fordítás
- Ez a szócikk részben vagy egészben  a   List of rulers of Oman című angol Wikipédia-szócikk fordításán alapul.  Az eredeti cikk szerkesztőit annak laptörténete sorolja fel. Ez a jelzés csupán a megfogalmazás eredetét és a szerzői jogokat jelzi, nem szolgál a cikkben szereplő információk forrásmegjelöléseként.